# زیمنیتسا (استان دوبریچ)
زیمنیتسا (به بلغاری: Zimnitsa) یک منطقهٔ مسکونی در بلغارستان است که در شهرستان کروشاری واقع شده‌است.